# V/H/S/Beyond
V/H/S/Beyond és una pel·lícula d’antologia metratge apropiat de ciència-ficció de terror del 2024 produïda per Bloody Disgusting. La seqüela de V/H/S/85 (2023), és la setena entrega de la franquícia V/H/S i inclou cinc segments de metratge apropiat enllaçats per una sisena història marc escrita i dirigida per Jay Cheel, Jordan Downey, Virat Pal, Justin Martínez, Christian i Justin Long, i Kate Siegel.
La pel·lícula es va estrenar al Fantastic Fest el 20 de setembre de 2024 i es va estrenar  a través del servei de transmissió Shudder als Estats Units el 4 d'octubre de 2024. Està previst que s'estreni una seqüela, V/H/S/8, el 2025.

## Argument
La pel·lícula es presenta com una antologia de cinc curtmetratges de terror, integrats en una història marc que actua com a sisè curtmetratge de terror rodat semblant a un documental, amb entrevistes d'ufòlegs. Cada curt està relacionat amb el concepte de metratge apropiat, ja que cada segment prové de diverses cintes VHS.

### "Abduction/Adduction" (història marc) — Pròleg
- Escrit i dirigit per Jay Cheel

La història marc se centra en un parell de cassets de vídeo que van ser comprats per un anònim Redditor d'un mercat amb oncle de Kyle mort, fill de l'ancià sense nom Kyle i el pare de Kyle Kevin després que el seu marit Iris fos mort, les cintes suposadament contenen proves d'una trobada alienígena. El director Jay Cheel va rebre un correu electrònic anònim amb les imatges de les dues cintes en forma digitalitzada.
El metratge segueix la història de la "Farrington House", un edifici que és tema d'una legenda urbana al Canadà. A la dècada de 2000, un grup paranormal liderat per Mitch Horowitz va recollir proves anecdòtiques d'una "forma grisa"; Horowitz explica que "si trobem proves de la vida extraterrestre, tot el que pensàvem que sabíem es posaria en dubte".

### "Stork"
- Dirigida per Jordan Downey
- Escrit per Jordan Downey i Kevin Stewart

La unitat de policia W.A.R.D.E.N. ensopega amb una casa en ruïnes enmig d'una sèrie de desaparicions de nadons. El seu membre més nou, Segura, té l'encàrrec de filmar tota la missió, mentre que un altre membre, E.T., es revela que és el pare d'un nadó desaparegut.
La unitat va detectar el que sembla ser una persona descarada semblant a un zombi—anomenat "Brooder" als crèdits—i el segueix dins de la casa. E.T. accidentalment colpeja un cable amb diverses ampolles de vidre penjant-hi i el soroll atreu diversos altres Brooders, als quals la unitat mata a trets. Després d'E.T. escolta els plors d'un nadó, s'escapa sol.
Al segon pis, la unitat troba un meteor obert que es va estavellar contra el sostre i determina que és la causa de l'incident. Segura posa la càmera dins d'un forat a la paret, on sent E.T. cridant de dolor fins que una criatura semblant a l'ésser humà s'hi mira. La unitat es dirigeix al tercer pis, però el seu pas està bloquejat per una barricada. Quan fan servir una motoserra per tallar-se, els Brooders tornen a la vida.
En matar els Brooders de nou, la unitat accedeix al tercer pis i troba una criatura alta que canta una cançó de bressol mentre aguanta un nadó. La criatura va a l'àtic, on la unitat descobreix diversos bressols que contenen els nadons desapareguts. A prop, una gran criatura alienígena semblant a una cigonya es delecta amb el cadàver d'E.T. abans de regurgitar el seu cervell a la boca del nounat més proper. La unitat dispara a la cigonya, però Segura és atacada per E.T., ara convertit en un Brooder, i després és travessada per la cigonya.
La unitat mata als dos E.T. i la cigonya i ajuden a evacuar un Segura ferit. Es revela que W.A.R.D.E.N. s'han enfrontat a amenaces similars en el passat i decideixen que és millor no explicar què va passar. Abans de marxar, Segura nota que la cigonya encara respira i li trepitja el cap, matant-la. A continuació, la unitat fa una foto amb el cadàver de la cigonya quan s'acaba el metratge.

### "Abduction/Adduction" — Primer interludi
De tornada al marc narratiu, es revela que una família d'immigrants xinesos va arribar a Toronto als anys cinquanta. Estaven ben acollits i van comprar una casa que es va construir a finals de l'era victoriana. A la dècada de 1980, els pares van morir, deixant la casa al seu fill gran, que la va posar a la venda al voltant d'una dècada més tard i va desaparèixer poc després.
Durant la seva estada a la casa, el fill va experimentar terrors nocturns i va pensar que la casa era embruixada o hi havia estranys misteriosos —sense dir mai que eren extraterrestres—, cosa que està relacionada amb com la gent del passat va descobrir fets estranys. Per demostrar que no està boig, instal·la dues càmeres per gravar què ha passat.

### "Dream Girl"
- Dirigit per Virat Pal
- Escrit per Virat Pal i Evan Dickson

Els paparazzi nadius de Bombai Arnab i Sonu tenen l'encàrrec d'aconseguir imatges de l'última sensació de Bollywood, Tara. Arriben a l'estudi i es troben amb el seu contacte Gippy que els diu que entrin al tràiler de la Tara, però Sonu vol veure el plató primer. S'introdueixen furtivament en una sessió de rodatge de la seva propera pel·lícula, que acaba bruscament quan l'encarregat de la Tara s'enfada per la quantitat de preses que fa servir el director i demana que Tara vagi de pausa. Aleshores, l'Arnab abandona el plató, es cola al tràiler de la Tara i s'amaga a l'armari.
La Tara entra al tràiler amb el seu gerent, que la renya. Quan el gerent marxa, l'Arnab es revela accidentalment després de descobrir el que sembla ser la cara de la Tara en un bol. Mentrestant, Sonu, que és fora, escolta una conversa que el gerent de la Tara està tenint per telèfon. L'Arnab és empàtic amb la Tara i li diu que no ha de ser empès. La Tara, animada per les seves paraules, es revela com un androide i li arrenca la cara, dient que agafarà la cara d'Arnab i governarà com a plebea.
Mentre l'Arnab és perseguit fora, la Tara escup àcid a la cara del seu gerent, que es fon, i persegueix a tothom cap a l'estudi. Aleshores, la Tara arrenca les entranyes del director i mata la resta del repartiment i l'equip de la pel·lícula disparant raigs d'electricitat vermella de les seves mans. L'Arnab veu que la Tara arrenca el cor d'en Gippy abans de matar la Sonu fent-li els ulls. A continuació, s'enfronta a l'Arnab i li arrenca els braços i la cara, posant aquest últim a la seva pròpia cara. La Tara surt de l'estudi amb els periodistes als quals també ataca quan s'acaba el metratge.

### "Abduction/Adduction" — Segon interludi
Horowitz explica que els conceptes alienígenes es remunten al llibre de Whitley Strieber de 1987 Communion, ja que va popularitzar la idea dels aliens grisos. Explica que ens va fer pensar que potser no estem sols, i que “potser la nostra empresa no ens desitja el millor”.

### "Live and Let Dive"
- Dirigida per Justin Martínez
- Escrit per Ben Turner i Justin Martínez

Nombrosos coneguts celebren el 30è aniversari de Zach amb la seva dona Jess i el seu millor amic Logan fent paracaigudisme. Just abans d'estar a punt per saltar, el grup veu un gran objecte volador no identificat i diversos avions de caça.
Un alienígena salta a l'avió abans que xoqui amb la nau, fent que tothom caigui cap a un taronger, alguns quedant ferits o morint per la col·lisió. Zach obre el seu paracaigudes i sobreviu a la caiguda, però s'assabenta que Logan, que estava lligat a ell, va ser decapitat quan es va obrir el paracaigudes. Zach troba ràpidament altres supervivents mentre intenta buscar en Jess, però de sobte un alienígena ataca el grup. Els extraterrestres maten brutalment els amics de Zach abans que trobi el cadàver de Jess, després d'haver estat assassinat abans per un extraterrestre.
Zach s'escapa de l'arbreda i salta al camió d'un pagès, a qui demana que abandoni. El pagès l'amenaça amb una pistola, però un extraterrestre el mata; l'arma és disparada i bufa dos dels dits d'en Zach a la seva mà dreta. Apareix un altre alienígena i dispara un raig no letal des del seu front a la cara d'en Zach abans de desaparèixer. Intenta allunyar-se, però el camió és tirat a l'aire pel biga tractora del vaixell i aterra dins del vaixell; els extraterrestres ataquen de sobte Zach quan s'acaba el metratge.

### "Abduction/Adduction" — Tercer interludi
Horowitz explica el seu interès pels albiraments alienígenes, però diu que no té l'experiència per analitzar-los. A continuació, el segment passa a Niko Pueringer i Sam Gorski del canal de YouTube Corridor Digital, conegut per analitzar efectes digitals. Expliquen que si un metratge alienígena depèn del fet que l'espectador no el pugui veure amb claredat, aleshores perd credibilitat, però expressen el seu interès.

### "Fur Babies"
- Dirigida i escrita per Christian Long i Justin Long

Un grup d'activistes per als drets dels animals—Stuart, Angela, Miles, Pat i Christina—decideixen investigar la casa d'una dona anomenada Becky, que dirigeix una suposada guarderia per a gossos i té taxidèrmies dels seus gossos anteriors. L'Stuart i l'Àngela són enviats a casa de la Becky i ella explica que la raó per la qual té taxidèrmies és perquè no té cor per enterrar els seus gossos.
L'Stuart i l'Angela es troben llavors amb el germà de la Becky, Bo, que els porta al soterrani on Becky revela que altres persones han vingut a fer-li preguntes. Després captura a Stuart i Angela per convertir-los quirúrgicament en híbrids meitat humans i meitat gossos. Miles, Pat i Christina irrompen a la casa però són atrapats per Becky, que ha rentat el cervell amb èxit a altres dos híbrids, Gary i Abraham, per matar-los.
Més tard, un lladre intenta robar paquets de la casa de la Becky, només per ser assassinat per un dels híbrids quan s'acaba el metratge.

### "Abduction/Adduction" — Quart interludi
Horowitz explica que, durant la Guerra Freda, el públic va veure als extraterrestres com a "invasors" a causa de la popularitat del drama radiofònic d'Orson Welles The War of the Worlds, que va provocar una histèria massiva. A continuació, Pueringer i Gorski parlen dels seus vídeos de paròdia Boston Dynamics, que presentaven robots maltractats per humans.
Aquests vídeos eren tan convincents que la gent va enviar amenaces de mort a Boston Dynamics, pensant que era real. Horowitz parla de com, fins i tot quan es desmenteix alguna cosa, alguns creients no es deixaran dissuadir.

### "Stowaway"
- Dirigida per Kate Siegel
- Escrit per Mike Flanagan

Una dona anomenada Halley, que s'entén que va deixar el seu marit i el seu fill, documenta les seves troballes de possibles trobades extraterrestres al Desert de Mojave. Quan cau la nit, és testimoni d'una caiguda lleugera del cel i va a investigar-la.
Troba una nau espacial alienígena i entra per examinar-ne l'interior; quan accidentalment es talla, surten petites nanites i la curen. Halley s'assabenta ràpidament que això provoca mutacions menors a causa del fet que la nau manté els animals en estasi i copia el seu ADN. Després d'amagar-se d'un alienígena, Halley s'adona que no té escapatòria. Els nanites apareixen de nou i curen les seves ferides mentre la nau accelera a velocitat de la llum, llançant-la i tornant a ferir-la.
Curada una vegada més pels nanites, Halley comença a patir mutacions cada cop més horripilants al seu cos a causa dels cicles de lesions i reparacions a mesura que s'acaba el metratge.

### "Abduction/Adduction" — Epíleg
Horowitz, Pueringer, i Gorski es reuneixen amb Brian Baker del lloc web paranormal The Superstitious Times. leshores, els mestres-experts miren del 80al-90 síndrome de nivell impacte per bé donar les seves reaccions i descriure el que està passant.
Després de pensar-hi, el metratge es mostra i es presenta sense comentaris; els mestres-experts no poden verificar ni avalar la seva autenticitat. El metratge mostra el fill gran adormit al llit mentre una criatura alienígena entra al seu dormitori, treu el que sembla ser ous alienígenes del seu cos, després agafa la càmera i se la fica per la gola i l'alienígena crida amb un soroll estrany.

## Repartiment

### "Abduction/Adduction"
- Brian Baker
- Trevor Dow
- Gerry Eng
- Sam Gorski
- Mitch Horowitz
- Niko Pueringer
- Wren Weichman

### "Stork"
- Thom Hallum com a Broome
- James C. Burns com a Aubert
- Jolene Andersen com a Bennet
- Tyler Joseph Andrews com a Ivy
- Vas Provatakis com a E.T.
- Phillip Andre Botello com a Segura
- Morgan L. Chancelien com a  Brooder gegant
- Dane DiLiegro com a Stork
- Chris Page com a Brooder
- Alan Maxson com a Brooder
- Blaine McGee com a Brooder
- Morgan McGee com a Brooder
- Suzie Usaj com a Radio DJ

### "Dream Girl"
- Namrata Sheth com a Tara
- Sayandeep Sangupta com a Arnab
- Rohan Joshi com a Sonu
- Ashwin Mushran com a Manager
- Rikin Saigal com a Gippy
- Farhan Syed com a Director
- Swati Jain com a Pari
- Virat Pal com a Cap

### "Live and Let Dive"
- Bobby Slaski com a Zach
- Rhett Wellington com a Logan
- Jerry Campisi com a Noah
- Bix Krieger com a Brittney
- Hannah McBride com a Jess
- Skip Howland com a Pilot Skip
- Jeff Turner com a Nebot de Skip
- Dominique Star com a saltador solista
- Jared Trevino com a instructor de Jess
- Matt Tramel com a instructor lesionat
- Felipe Cortéz Muñoz com a Instructor Tandem
- Nate Shane com a noi sense cames
- Sebastian Redd com a instructor atordit
- Mike Ferguson com a granger

### "Fur Babies"
- Libby Letlow com a Becky
- Matthew Layton com a Stuart
- Braedyn Bruner com a Angela
- Kevin Bohleber com a Miles
- Phillip Lundquist com a Bo
- Trevor Wright com a Abraham / Paleman
- Cameron Krugman com a Pat
- Jenna McCarthy com a Christina
- Sivan Genier com a Sam
- William Granillo com a Gary

### "Stowaway"
- Alanah Pearce com a Halley
- Josh Goldbloom com a local colorit
- Boomer Feith com a local número 1
- Yuritzi Bojorquez com a local número 2
- Ketzali Bjorquez com a filla
- Theodora Flanagan com la filla de Halley
- Joey Wilson com a Alien Figure

## Producció
L'octubre de 2023 a la New York Comic Con, es va anunciar que una setena V/H/S estava en desenvolupament. Cadascun dels segments de l'antologia està orientat a la ciència-ficció en la línia d'altres seqüeles de franquícies de terror ambientades a l'espai exterior com ara Jason X, Leprechaun 4: In Space, Hellraiser: Bloodline, Dracula 3000, i mityville in Space, per un llançament exclusiu de Shudder. Josh Goldbloom, Brad Miska i James Harris van ser productors. El projecte és una producció conjunta entre Shudder Original Films, Bloody Disgusting, Cinepocalypse i Studio71.
El juliol de 2024, Bloody Disgusting va anunciar els directors de la pel·lícula com Jordan Downey, Christian i Justin Long, Justin Martínez, Virat Pal i Kate Siegel, amb Michael Schreiber com a productor addicional. Kate Siegel inicialment tenia previst fer un segment que hauria estat un musical. Després que això fos descartat, va suggerir un curt que inclogués els Muppets i fins i tot va voler implicar Brian Henson, però aquesta idea també va ser rebutjada. Finalment va parlar amb Mike Flanagan i es va conformar amb la versió final vista a la pel·lícula.

## Estrena
V/H/S/Beyond es va estrenar al Fantastic Fest el 20 de setembre de 2024, seguit d'un llançament exclusiu a Shudder el 4 d'octubre de 2024.

## Recepció
Al lloc web de l'agregador de ressenyes Rotten Tomatoes, el 89% de les crítiques de 57 crítiques són positives, amb una valoració mitjana de 6,9/10. El consens del lloc web diu: "La sèrie V/H/S no mostra signes de desgast de la cinta amb aquesta entrada aterridora, amb una varietat de curts que sadollaran la gana dels aficionats a la ciència-ficció i el terror per igual". Metacritic, que utilitza una mitjana ponderada, va assignar a la pel·lícula una puntuació de 65 sobre 100, basada en 8 crítics, indicant crítiques "generalment favorables".
Ryan Scott d'/Film va donar a la pel·lícula una qualificació de 9/10, escrivint "lliura per lliura, segment per segment, mort per mort, això és tot el que podríem desitjar d'una antologia de terror". El Fort Worth Report va descriure la sèrie com a "divertida fora d'aquest món", assenyalant que "cadascun dels sis curtmetratges és excepcional", i The A.V. Club va remarcar que, "Si bé altres entregues de V/H/S de vegades s'han dispersat, unides pel format i el període de temps més que qualsevol altra cosa, V/H/S/Beyond s'uneix gairebé perfectament com una exploració temàtica de les coses que s'amaguen més enllà de la nostra comprensió."
Screen Rant va assenyalar que la sèrie "ha tingut bastant èxit, i en part és gràcies a la gran quantitat d'actors talentosos que van contribuir al projecte". Brian Tellerico de RogerEbert.com va donar a la pel·lícula una crítica neutral, atorgant 2,5 estrelles sobre 4.

## Seqüela
A la New York Comic Con 2024, es va anunciar una vuitena pel·lícula de la franquícia, titulada V/H/S/8, dirigida a l'estrena el 2025.